# Anne Lagercrantz
Anne Karin Lagercrantz, född Bergman den 5 december 1973 i Vantörs församling, Stockholm, är en svensk journalist, mediechef och sedan 1 november 2024 verkställande direktör för Sveriges Television.

## Biografi
Lagercrantz är fil. kand. i statsvetenskap och var chef för TV4-nyheterna mellan 2005 och 2011. Hon utsågs 2011 till chef och ansvarig utgivare för Sveriges Radios Ekoredaktion. Våren 2015 utsågs hon till divisionschef för nyheter och sport på Sveriges Television med tillträde från 1 oktober samma år.
I maj 2023 utsågs hon till vice vd för SVT, en ny tjänst med ansvar för SVT:s kanaler och tjänster, planering och publicering, säkerhet och beredskap. I oktober 2024 utsågs hon till vd för SVT.  Hon efterträdde Hanna Stjärne och tillträdde den 1 november 2024.
Anne Lagercrantz är gift med journalisten och författaren David Lagercrantz.